# U.S. Route 400
La U.S. Route 400 (US 400) est une US Route de 481,31 miles (774,59 km) d'orientation ouest–est créée en 1994. Le terminus ouest de la route est à Granada, Colorado, à une intersection avec la US 385. Le terminus est de la route est au sud-ouest de Joplin, Missouri, près de Loma Linda à un échangeur avec l'I-44. Elle se terminait, à l'origine, à Garden City, Kansas mais en 1996, elle a été prolongée jusqu'à son terminus ouest actuel.

## Description du tracé
|       | mi     | km     |
| ----- | ------ | ------ |
| CO    | 14,70  | 23,65  |
| KS    | 461,00 | 741,75 |
| MO    | 0,60   | 1,00   |
| Total | 476,30 | 766,40 |

La numérotation de la route ne suit pas les règles habituelles de numérotation. Le numéro 400 implique que la route est une route auxiliaire de la US 0, route qui n'existe pas.

### Colorado
La US 400 débute à Granada à une intersection avec la US 385. Elle se poursuit en multiplex avec la US 50 à travers Holly jusqu'à la frontière avec le Kansas, à l'est.

### Kansas
La US 400 et la US 50 entrent au Kansas à l'ouest de Coolidge. Les routes forment un multiplex dans Garden City, où elles croisent la US 83, et se séparent à Dodge City. La US 400 continue vers le sud-est jusqu'à Dodge City et Mullinville, où elle rencontre la US 54.
La US 54 / US 400 débutent un long multiplex à Mullinville et passe par Greensburg, Pratt et Kingman avant d'entrer à Wichita. Dans la ville, la route rencontre l'I-235 et l'I-135 / US 81. La route continue vers l'est et atteint Augusta, où la US 77 la rejoint. La US 400 quitte la US 54 / US 77 à l'est d'Augusta.
La US 400 continue vers l'est et traverse plusieurs petites villes avant de bifurquer vers le sud-est. Elle traverse la région de Fredonia et croise la US 75 à Neodesha. Après un bref multiplex avec celle-ci, la route tourne vers l'est et croise la US 169 près de Morehead ainsi que la US 59 près de Parsons avant de finalement croiser la US 69 au sud de Pittsburg. Elle forme un multiplex avec celle-ci vers le sud et, à Crestline, rejoint plutôt la US 69A vers Riverton. La US 400 rencontre la US 166 et bifurque à l'est en multiplex avec celle-ci à Baxter Springs et les deux routes poursuivent leur multiplex vers l'est jusqu'à la frontière avec le Missouri.

### Missouri
La US 400, en multiplex avec la US 166, entre dans l'état et prend fin 0,6 miles (1,0 km) au sud-est de la frontière à la jonction avec l'I-44, trois miles (5 km) à l'ouest de Joplin.

## Intersections majeures
Colorado
 US 50 / US 385 à Granada. La US 50 / US 400 forment un multiplex jusqu'à Dodge City, Kansas.
Kansas
 US 83 à Garden City. Les routes forment un multiplex dans la ville.
 US 56 à Dodge City. Les routes forment un multiplex dans la ville.
 US 283 à Dodge City. Les routes forment un multiplex dans la ville.
 US 54 à Mullinville. Les routes forment un multiplex jusqu'à l'est d'Augusta.
 US 183 à Greensburg
 US 281 à Pratt
 I-235 à Wichita
 I-135 / US 81 à Wichita
 I-35 / Kansas Turnpike à Wichita
 US 77 à Augusta. Les routes forment un multiplex jusqu'à l'est d'Augusta.
 US 75 à Neodesha. Les routes forment un multiplex jusqu'au sud de Neodesha.
 US 169 au nord de Cherryvale
 US 59 à Parsons
 US 160 au sud de Pittsburg. Les routes forment un multiplex jusqu'à Crestline.
 US 166 à Baxter Springs. Les routes forment un multiplex jusqu'au sud-ouest de Joplin, Missouri.
Missouri
 I-44 au sud-ouest de Joplin